# 팔각형

정팔각형

팔각형(八角形)은 8개의 각을 가진 다각형이다.

## 넓이
- 한 변의 길이가 {\displaystyle a}일 때

{\displaystyle A=2a^{2}\cot {\frac {\pi }{8}}=(2+2{\sqrt {2}})a^{2}}
- 반지름의 길이가 {\displaystyle R}인 원에 내접할 때

{\displaystyle A=4R^{2}\sin {\frac {\pi }{4}}=2{\sqrt {2}}R^{2}}

## 내각
정팔각형의 한 내각의 크기는 135°이며 내각의 합은 1080°이다.

정팔각형의 작도 과정

## 같이 보기
- 팔각별
- 팔면체
- 오크토곤